# Bavayia septuiclavis
Bavayia septuiclavis — вид геконоподібних ящірок родини диплодактилідів (Diplodactylidae). Ендемік Нової Каледонії.

## Поширення і екологія
Bavayia septuiclavis широко поширені на півдні Нової Каледонії. Вони живуть в тропічних лісах і чагарникових заростях, на висоті до 900 м над рівнем моря. Ведуть нічний, деревний спосіб життя.

## Збереження
МСОП класифікує стан збереження цього виду як близький до загрозливого. Bavayia septuiclavis загрожує знищення природного середовища і хижацтво з боку інтродукованих мурах Wasmannia auropunctata.